# Rosa chionistrae
Rosa chionistrae — вид рослин з родини розових (Rosaceae); ендемік Кіпру.

## Поширення
Ендемік Кіпру.